# ديفيد نيلسون (سياسي)
ديفيد كيث نيلسون (بالإنجليزية: David Nelson) (المولود في 7 أبريل 1962) ناشط أمريكي في مجال حماية المساواة القانونية للمثليات والمثليين ومزدوجي التوجه الجنسي ومغايري الهوية الجنسانية (مجتمع الميم). أسس نيلسون أو ساعد في تأسيس العديد من المنظمات غير الربحية ذات الصلة بمجتمع الميم في ولاية يوتا وساعد في توجيه منظمات أخرى. شجع عمله مع الحزب الديمقراطي العديد من أفراد مجتمع الميم في يوتاه على العمل كقادة للحزب. أسفر عمله في جهات ممارسة الضغط التشريعية والتنفيذية عن اعتماد عدة قوانين وقواعد ومراسيم وسياسات محلية تتعلق بمجتمع الميم وحاملي الأسلحة الصغيرة، وعن رفض تشريعات أخرى.

## الحياة الشخصية
وُلد نيلسون في مدينة سولت ليك كعضو في عائلة كانون السياسية. درس العلوم السياسية في جامعة يوتا منذ 1982 إلى 1984. تقاعد في عام 2001 من حياته المهنية في التسويق والعلاقات العامة، ويقيم في ميلكريك بولاية يوتا. يعاني نيلسون من إعاقة، إذ شُخِّص في عام 2015 بأنه مصاب باضطراب طيف التوحد.

## الحياة السياسية
كان نيلسون نشطًا في السياسة منذ عام 1982. رغم أنه كان أكثر نشاطًا خلال تسعينيات القرن العشرين في يوتا، فقد تضمن عمله المساعدة في توجيه المجموعات السياسية في كاليفورنيا ومقاطعة كولومبيا.
عكست أعماله المثل العليا للديمقراطية الجيفرسونية، بما في ذلك المثل العليا للجمهوريانية الأمريكية والترابط الاجتماعي وتكافؤ الفرص السياسية. عكس عمله فيما يخص سياسات مجتمع الميم والتعديل الثاني المثل الأعلى للحكومة المحدودة المحظورة من انتهاك الحقوق الطبيعية للشعب أو حقوق الولايات.

حصل عمله على اهتمام القادة الحكوميين والسياسيين، والمراسلين الإخباريين.
قبل عشرين عامًا، كان ديفيد نيلسون واحدًا من أصوات ولاية يوتا القليلة التي تطالب بالحقوق الأساسية للمواطنين المثليين والمثليات. كان جريئًا في الترويج لتدابير مكافحة التمييز، وساعد في سن أول تشريع بشأن جرائم الكراهية. وعلى الرغم من أن نيلسون قد ولّد خلافات بين المؤيدين (وأنا من بينهم)، فلا يمكن لأحد أن يجادل في الشجاعة التي أظهرها في السنوات الأولى من هذه الحركة.

ــــــــــ فرانك بنيانلى ولافار ويب، مقال «رواد سياسيون، آنذاك والآن، يستحقون الشكر»، صحيفة دزرت مورنينغ نيوز، 30 يوليو 2006.
رغم أن الكفاح من أجل زواج المثليين كان سببًا في ظهور جيل جديد بالكامل من الناشطين في مجال حقوق المثليين، إلا أن بعض النشطاء من ولاية يوتاه ظلوا حريصين على تحقيق المساواة لعقود من الزمان. أحد أبرز هؤلاء، هو ديف نيلسون، الذي كان رائدًا في سياسات نظرية أحرار الجنس في الولاية، وقد نحت لنفسه مكانة في سياسات ولاية يوتا، لأنه كان مدافعًا شرسًا عن مجتمعه منذ أوائل ثمانينيات القرن العشرين، وكان يكافح أيضًا من أجل حقوق مالكي الأسلحة.

ــــــــــ إريك إس. بيترسون، مقال «ديف نيلسون في رأس سنة أحرار الجنس»، صحيفة سولت ليك سيتي ويكلي، 30 ديسمبر 2009.